# تباين وراثي

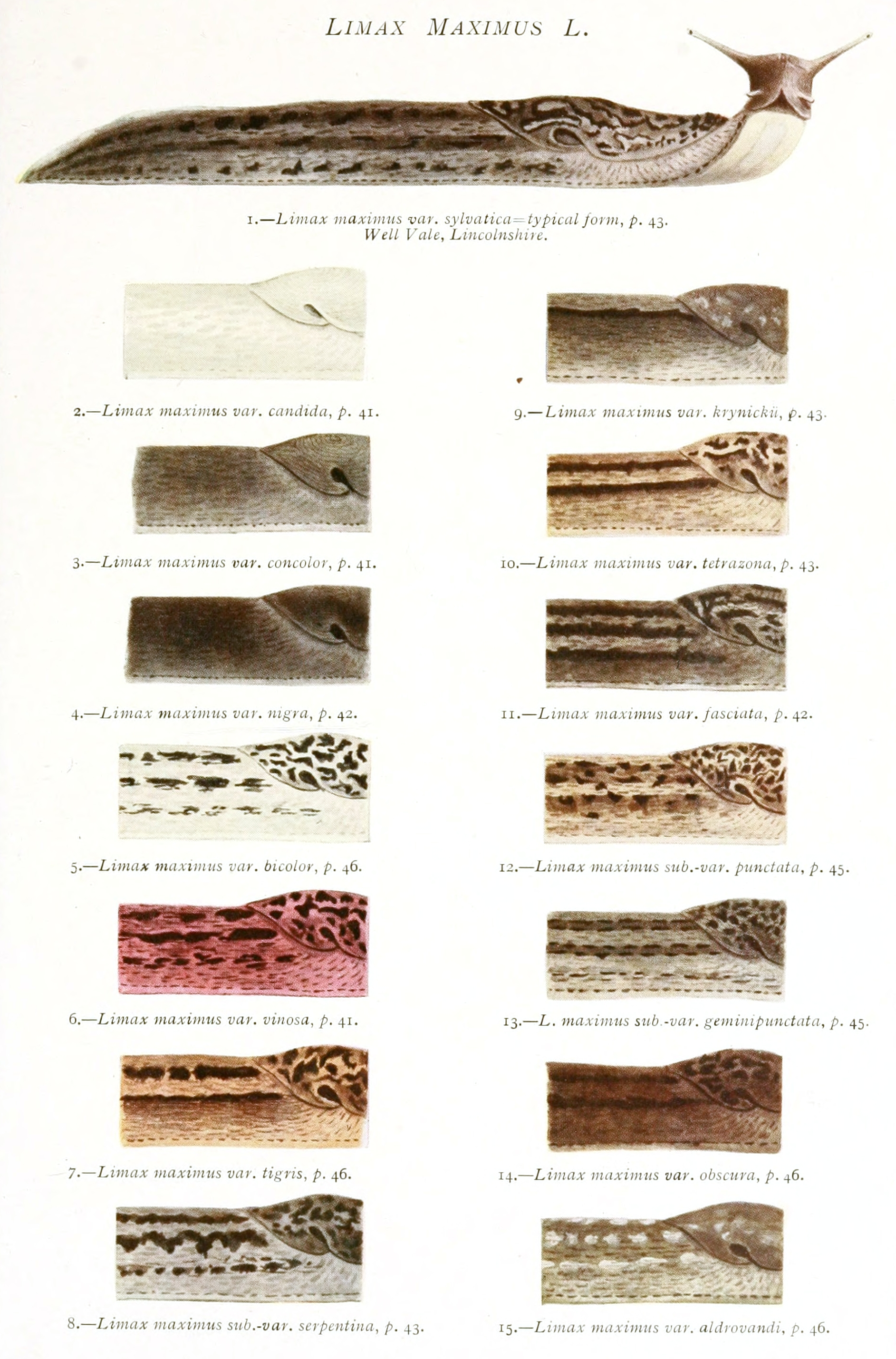

التباين الوراثي (بالإنجليزية: Genetic variability)‏، هو مجال التباين الوراثي الممكن بين فردين من نفس الأصل وهو أحد أسس الانتقاء الطبيعي ويمثل كذلك قدرة الكائن على التطور والتكيف مع مختلف أنواع الإجهاد.